# Chengdu J-9
Le Chengdu J-9 (歼-9 jiān 9 ou Jianji-9) est un projet d'avion multirôle construit par la firme Chengdu Aircraft Corporation établie à Chengdu, en Chine. C'est un avion dont la géométrie est à voilure delta et équipé de plans canards à l'avant
Il ne doit pas être confondu avec l'avion Chengdu FC-1, qui est un avion différent, ne comportant qu'une simple aile delta.

## Historique
Vers la fin de 1964, deux programmes de chasseurs nationaux ont été initiés pour succéder au MiG-21. Un projet, appelé J-8 de biréacteur utilisant le R-11F-300 du MiG-21. Le projet J-9 fut étudié en même temps que celui du J-8, mais utilise un simple moteur de conception très différente. De plus, il adopte la forme aile delta et plan canard, comme le Saab 37 Viggen. Il est abandonné en 1980 en faveur du J-8.
Sa forme est réutilisée dans le Chengdu J-10, génération suivante, cela inspira probablement également le IAI Lavi israélien qui coopéra au nouveau projet[réf. nécessaire], qui en repris la forme 10 ans plus tard.
Il aurait dû être armé du missile air-air PL-4 développer à partir de 1966 avec la rétro-ingénierie du Sparrow américain. Ce projet est également abandonné en 1984.